# Atago (1932)
El crucero pesado Atago (愛宕?) fue uno de los cuatro cruceros clase Takao diseñado para reemplazar a la clase Myōkō. Estos barcos eran rápidos, poderosos y fuertemente armados. 
La clase Takao de cruceros fue aprobada en el presupuesto fiscal gubernamental de 1927 como parte de la estrategia de la Armada Imperial Japonesa de formar una fuerza de ataque a largo alcance. Este crucero, del mismo modo que los de su clase, fue nombrado en honor a una montaña; en este caso el Monte Atago localizado a las afueras de Kioto.

## Historia

### Segunda Guerra Mundial
Al comienzo de la Guerra del Pacífico (1937-1945), el Atago fue el buque insignia de la 4.ª División de Cruceros del vicealmirante Nobutake Kondō junto con sus "buques hermanos" Maya, Chōkai y Takao, siendo asignados a brindar apoyo para la invasión de la Malasia Británica y las Filipinas.
De enero a marzo de 1942, el Atago estuvo en la base de Palaos e involucrado en operaciones de asedio en contra de las Indias Orientales Neerlandesas, participando en múltiples operaciones de combate incluyendo la Batalla del Mar de Java. El Atago regresó a Yokosuka en abril de 1942 donde fue asignado a la infructuosa persecución del almirante William F. Halsey.

#### Campaña de Guadalcanal
El 7 de agosto de 1942, el Atago fue reasignado al sur de Truk desde los cuales hizo labores de defensa hasta diciembre. El Atago participó en la Batalla de las Islas Salomón del 24 de agosto de 1942, la Batalla de las islas Santa Cruz del 26 y 27 de octubre de 1942 y en la segunda Batalla Naval de Guadalcanal del 15 de noviembre de 1942.
En enero de 1943 regresó a Truk para continuar con los esfuerzos por mantener las Islas Salomón y finalmente ayudó a la evacuación nocturna de las tropas sobrevivientes de Guadalcanal.

#### Hundimiento
De julio a octubre de 1944, el Atago fue el buque insignia del vicealmirante Takeo Kurita quien desarrollaba la operación SHO-IGO (victoria). 
El 23 de octubre a las  5:53 horas, cuando navegaba frente a la isla de Palawan fue atacado por cuatro torpedos disparados desde el submarino USS Darter, por lo que se incendió y se hundió. El crucero Maya también resultó hundido por torpedos del USS Dace; ambos submarinos actuaron en la misma acción.
De la tripulación a bordo 360 hombres murieron; pero 529 sobrevivieron incluyendo al mismo vicealmirante Kurita. Otros 171 sobrevivientes fueron rescatados por el destructor Asashimo.